# Zonneknikmos
Zonneknikmos (Bryum torquescens) is een mossoort uit het geslacht knikmos (Bryum). Het houdt van een stenig, kalkrijk en geëxponeerd substraat. Begeleidende soorten zijn o.a. Microbryum curvicolle, Plagiomnium rostratum, Pseudocrossidium revolutum en Weissia brachycarpa.

## Determinatie
De soort is synoecisch en vormt meestal kapsels; in niet-kapselende populaties zijn altijd wel gametoeciën te vinden. De blaadjes zijn in droge toestand meestal minder spiraalvormig ingedraad dan bij het nauw verwante het gedraaid knikmos (Bryum capillare).

## Verspreiding
In Nederland komt zonneknikmos zeer zeldzaam voor. Het staat op de rode lijst in de categorie 'gevoelig'. Het is vanouds bekend van enkele kalkgraslanden in Zuid-Limburg. De eerste vondst dateert van 1869 van de Sint Pietersberg waar het nog steeds mooi ontwikkeld voorkomt. Zonneknikmos is na 1980 in Zuid-Limburg gevonden op de Kunderberg, het Hoefijzer bij Bemelen, de spoorweginsnijding bij Wylre en op de Sint Pietersberg. In 1982 is het ook gevonden op een op het zuiden geëxponeerd bakstenen muurtje in de bandijk van de Rijn bij Rhenen.